# Kallstroemia pentandra
Kallstroemia pentandra là một loài thực vật có hoa trong họ Zygophyllaceae. Loài này được (R. Br.) Engl. miêu tả khoa học đầu tiên năm 1890.